# Géranium fluet
Geranium pusillum
Espèce
Classification phylogénétique
Le Géranium fluet ou Géranium à tiges grêles (Geranium pusillum) en anglais Small-flowereded Crane's-bill, en allemand Kleiner Storchschnabel, en italien geranio minore, en néerlandais kleine ooievaarsbek, en roumain buchet et en danois liden storkenæb est une espèce de plantes à fleurs de la famille des Géraniacées.
Les synonymes taxonomiques sont nombreux, parmi eux Geranium dubium Chaix,Geranium circinatum Kitt, Geranium malvaefolium Scopoli.

## Description
C'est une plante annuelle, aux tiges couchées de 10 à 40 cm de hauteur. Les feuilles sont palmatifides en 5 à 7 lobes.
Les fleurs sont très petites de couleur rose violacé.

## Caractéristiques
Organes reproducteurs
- Couleur dominante des fleurs : rose violacé
- Floraison de mai à septembre[3]
- Inflorescence : racème de cymes unipares hélicoïdes
- Sexualité : hermaphrodite
- Pollinisation : entomogame

Graine
- Fruit : capsule
- Dissémination : autochore

## Habitat et répartition
Présente dans les décombres et au bord des chemins.
Eurasiatique, elle se retrouve dans toute la France métropolitaine.